# Tommaso Cassandro
Tommaso Cassandro (Dolo, 9 gennaio 2000) è un calciatore italiano, difensore del Como.

## Biografia
Il 15 marzo 2022 si è laureato in scienze motorie all'Università telematica San Raffaele con il voto di 102/110, presentando una tesi sugli sviluppi del calcio femminile in Italia. Durante la sua esperienza di studio, ha l'opportunità di collaborare alla stesura della tesi finale con Katia Serra, detentrice di una cattedra all'istituto.

## Caratteristiche tecniche
Terzino destro molto duttile, è abile in fase difensiva (anche grazie alle sue doti fisiche) e nel dribbling; può essere schierato anche come difensore centrale, terzino sinistro o mediano.

## Carriera

### Gli inizi
Cresciuto nel settore giovanile del Bologna, con cui ha vinto un Torneo di Viareggio, il 13 agosto 2019 passa in prestito al Novara, club militante in Serie C, con cui inizia la carriera professionistica.

### Cittadella e Lecce
Il 29 agosto 2020 viene ceduto a titolo definitivo al Cittadella; il 30 aprile 2022 segna la prima rete in carriera, decidendo la partita di Serie B vinta per 1-0 contro il Brescia.
Il 17 gennaio 2023 si trasferisce a titolo definitivo al Lecce, in Serie A, con cui sottoscrive un contratto di tre anni con opzione di rinnovo per altri due; il trasferimento si conclude sulla base di una cifra stimata di circa 400.000 euro. Esordisce in Serie A il 19 marzo seguente, nella partita Fiorentina-Lecce (1-0); sarà la sua unica presenza stagionale con i salentini.

### Como e Catanzaro
Il 13 luglio 2023 si trasferisce a titolo definitivo al Como, in Serie B.
Il 21 agosto 2024 viene ceduto in prestito al Catanzaro.

## Statistiche

### Presenze e reti nei club
Statistiche aggiornate al 25 maggio 2025.
| Stagione          | Squadra           | Campionato        | Campionato | Campionato | Coppe nazionali | Coppe nazionali | Coppe nazionali | Coppe continentali | Coppe continentali | Coppe continentali | Altre coppe | Altre coppe | Altre coppe | Totale | Totale |
| Stagione          | Squadra           | Comp              | Pres       | Reti       | Comp            | Pres            | Reti            | Comp               | Pres               | Reti               | Comp        | Pres        | Reti        | Pres   | Reti   |
| ----------------- | ----------------- | ----------------- | ---------- | ---------- | --------------- | --------------- | --------------- | ------------------ | ------------------ | ------------------ | ----------- | ----------- | ----------- | ------ | ------ |
| 2019-2020         | Novara            | C                 | 21+3       | 0          | CI-C            | 1               | 0               | -                  | -                  | -                  | -           | -           | -           | 25     | 0      |
| 2020-2021         | Cittadella        | B                 | 11+1       | 0          | CI              | 2               | 0               | -                  | -                  | -                  | -           | -           | -           | 14     | 0      |
| 2021-2022         | Cittadella        | B                 | 24         | 1          | CI              | 2               | 0               | -                  | -                  | -                  | -           | -           | -           | 26     | 1      |
| 2022-gen. 2023    | Cittadella        | B                 | 18         | 0          | CI              | 2               | 0               | -                  | -                  | -                  | -           | -           | -           | 20     | 0      |
| Totale Cittadella | Totale Cittadella | Totale Cittadella | 53+1       | 1          |                 | 6               | 0               |                    | -                  | -                  |             | -           | -           | 60     | 1      |
| gen.-giu. 2023    | Lecce             | A                 | 1          | 0          | CI              | -               | -               | -                  | -                  | -                  | -           | -           | -           | 1      | 0      |
| 2023-2024         | Como              | B                 | 20         | 0          | CI              | 1               | 0               | -                  | -                  | -                  | -           | -           | -           | 21     | 0      |
| 2024-2025         | Catanzaro         | B                 | 29+3       | 1+1        | CI              | 0               | 0               | -                  | -                  | -                  | -           | -           | -           | 32     | 2      |
| Totale carriera   | Totale carriera   | Totale carriera   | 124+7      | 2+1        |                 | 8               | 0               |                    | -                  | -                  |             | -           | -           | 139    | 3      |

## Palmarès

### Club

#### Competizioni giovanili
- Campionato Primavera 2: 1

Bologna: 2018-2019
- Torneo di Viareggio: 1

Bologna: 2019
- Supercoppa Primavera 2: 1

Bologna: 2019